# هیپودروم تالین
هیپودروم تالین (انگلیسی: Tallinn Hippodrome) یک ورزشگاه مخصوص مسابقه کالسکه‌رانی در تالین، استونی است که در سال ۱۹۲۳ تأسیس شده‌است.

## نگارخانه

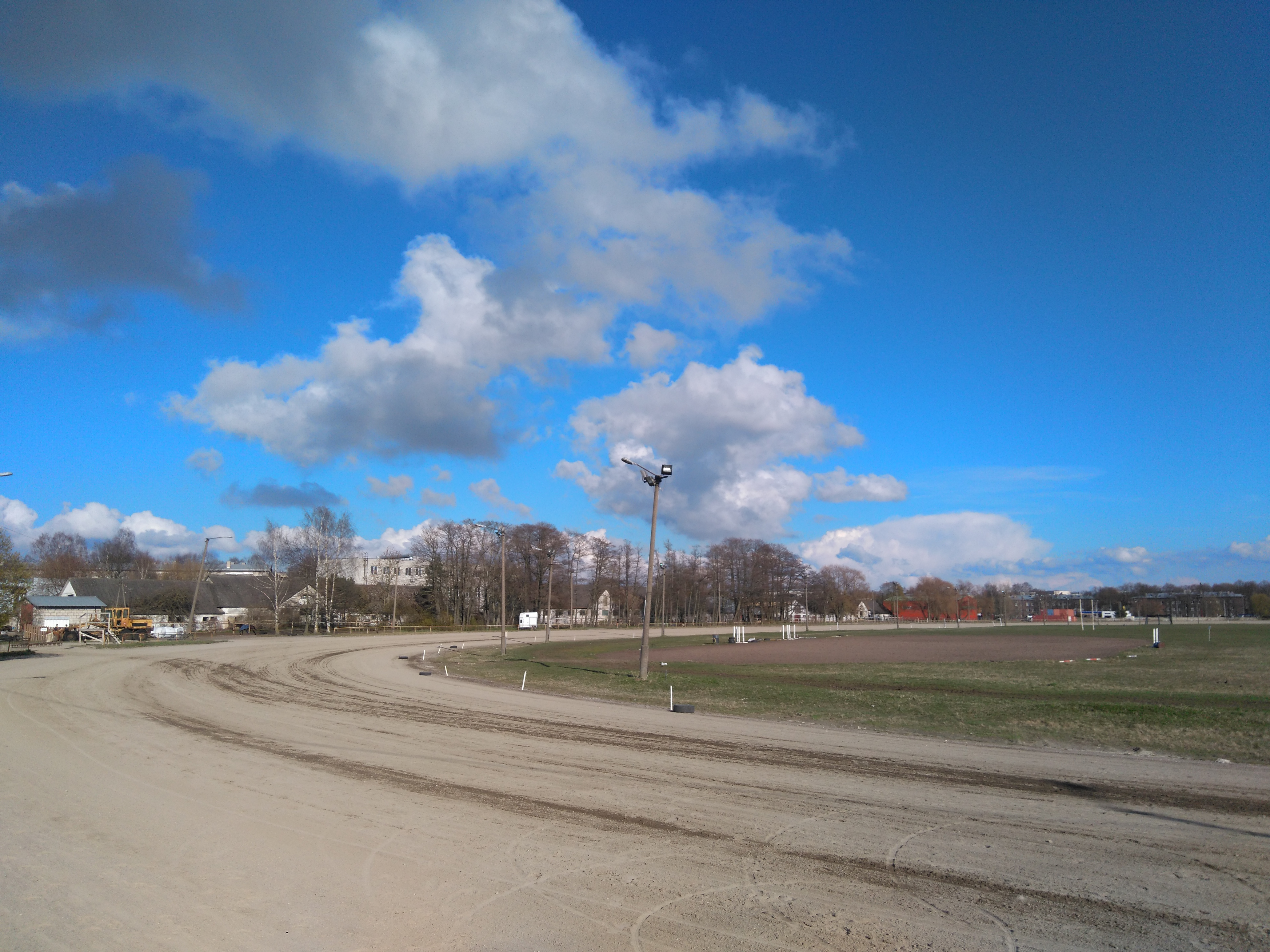
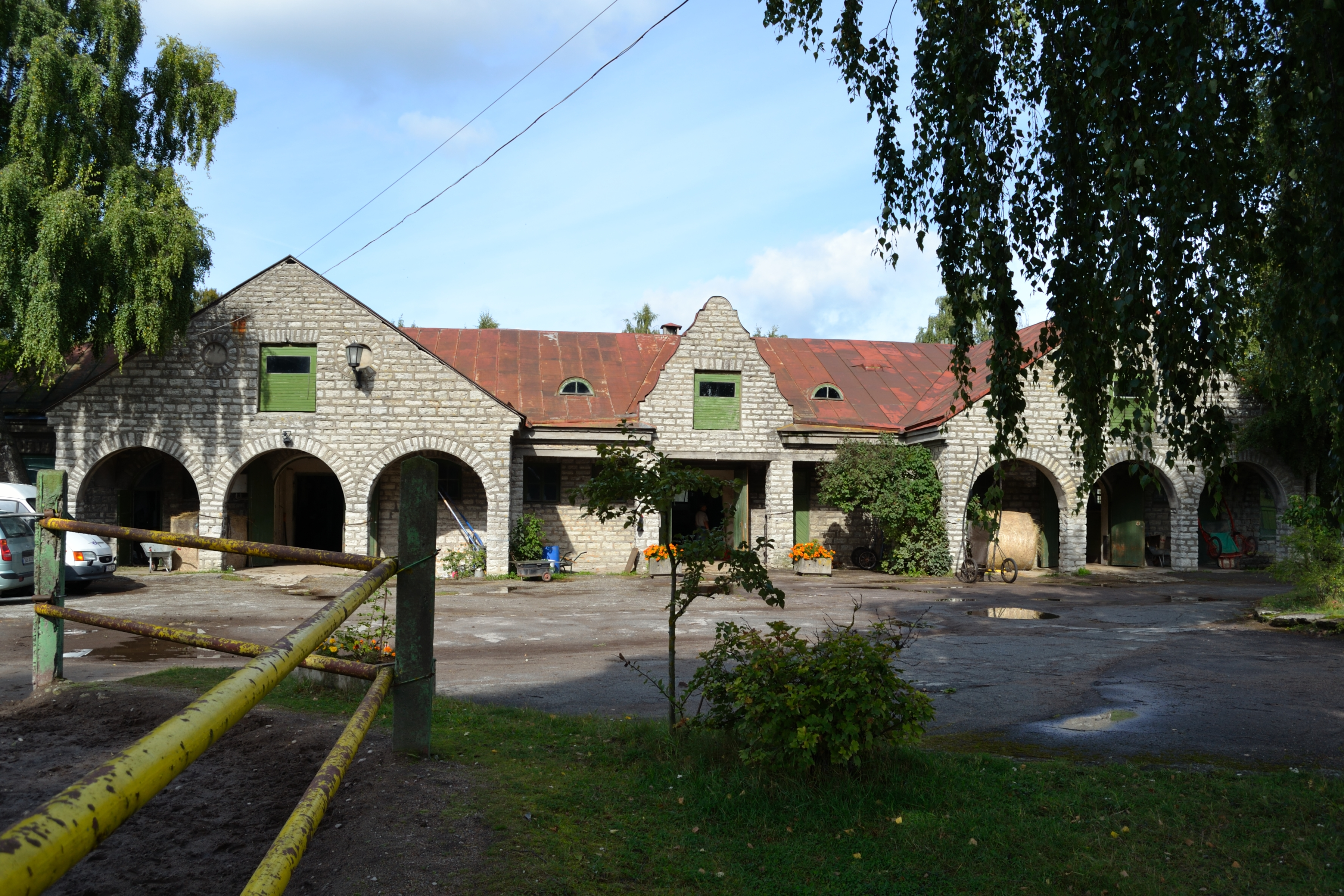
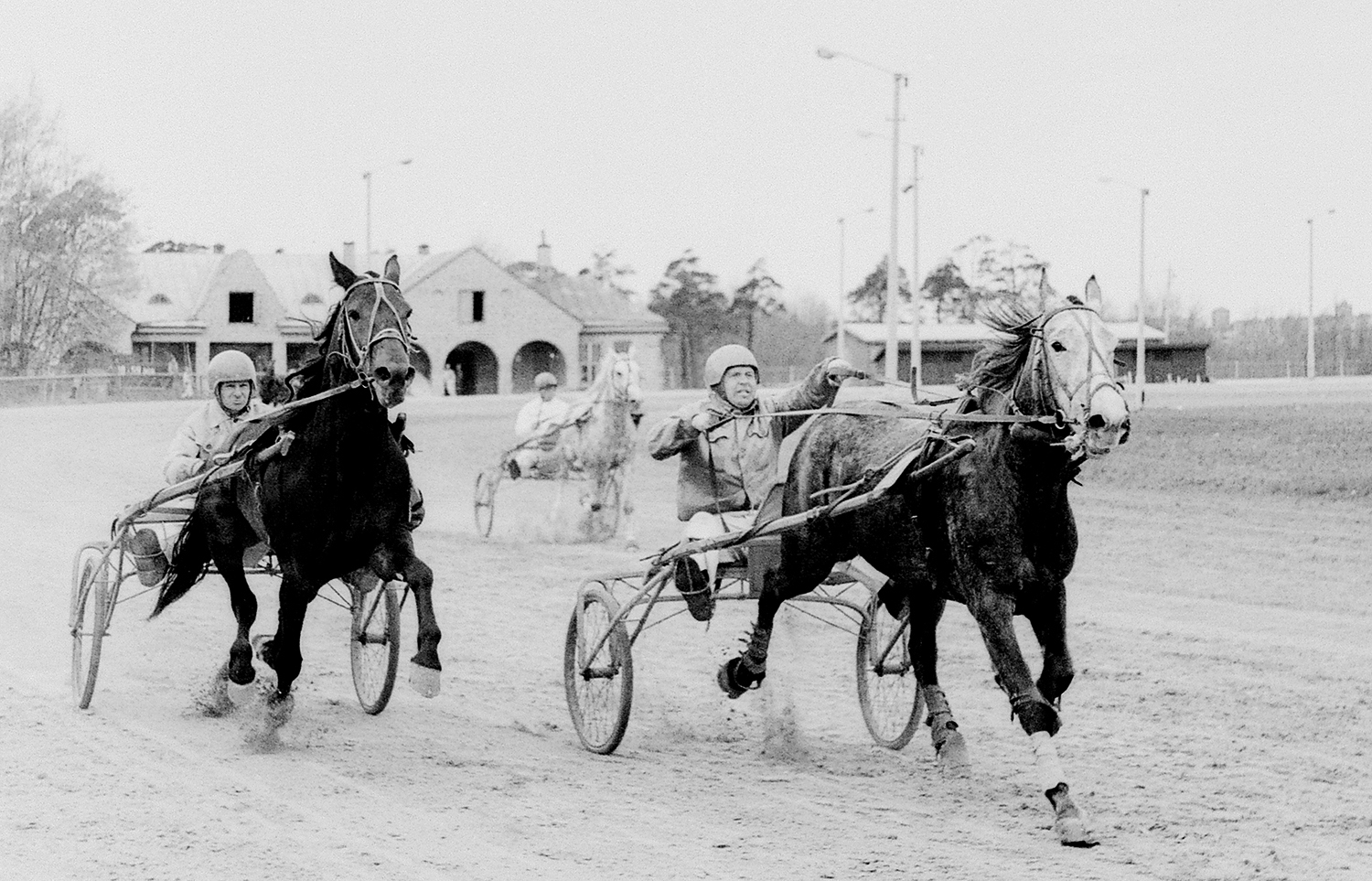
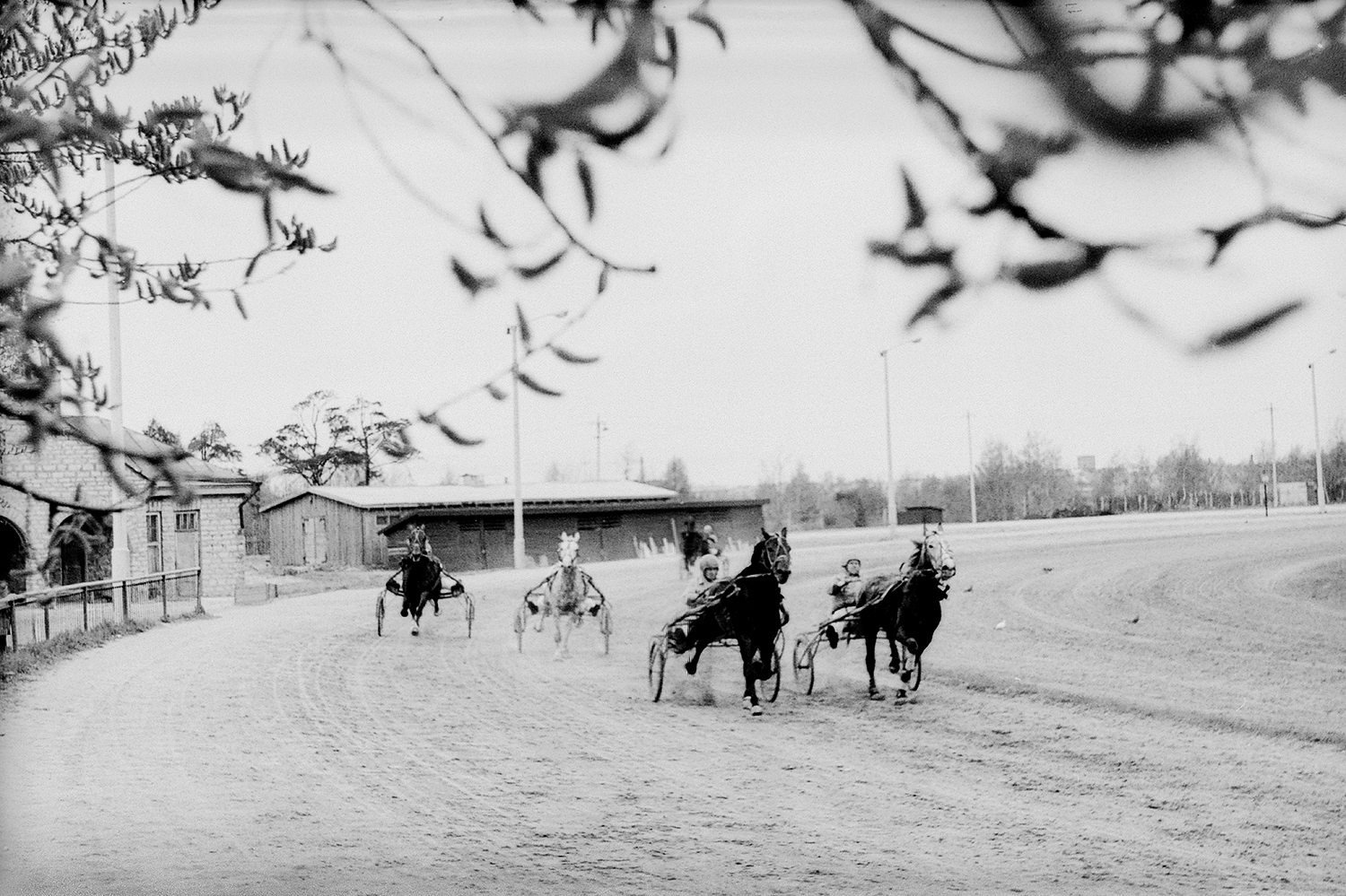